# Оберн (Алабама)
Оберн (англ. Auburn) — місто (англ. city) в США, в окрузі Лі штату Алабама.  Найбільший населений пункт цього округу. Населення — 76 143 особи (2020).

## Географія

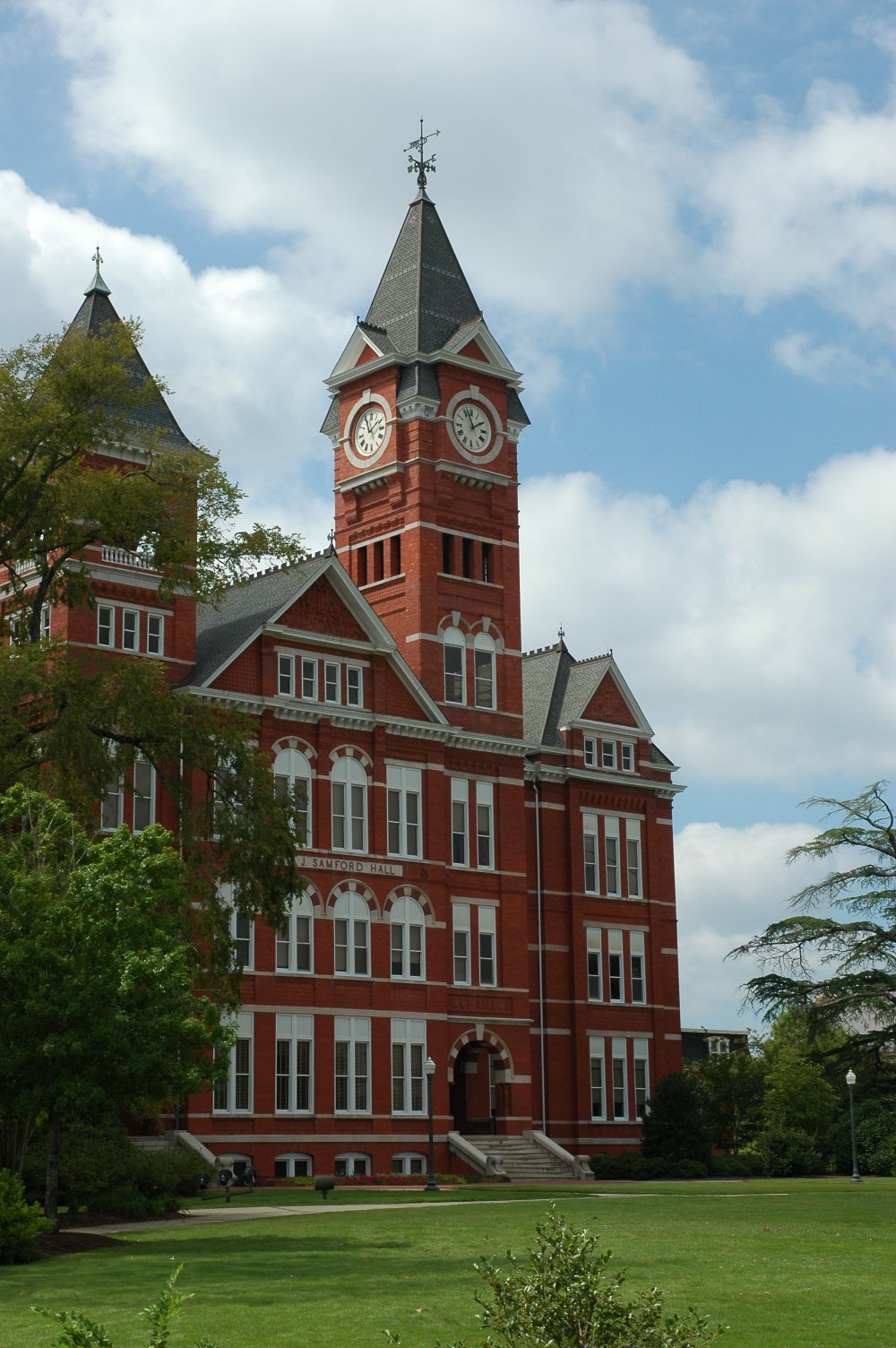
Обернський університет

Оберн розташований за координатами 32°36′28″ пн. ш. 85°29′22″ зх. д. / 32.60778° пн. ш. 85.48944° зх. д. (32.607722, -85.489545).  За даними Бюро перепису населення США в 2010 році місто мало площу 153,06 км², з яких 150,39 км² — суходіл та 2,67 км² — водойми.

### Клімат
| Клімат : Оберн        | Клімат : Оберн | Клімат : Оберн | Клімат : Оберн | Клімат : Оберн | Клімат : Оберн | Клімат : Оберн | Клімат : Оберн | Клімат : Оберн | Клімат : Оберн | Клімат : Оберн | Клімат : Оберн | Клімат : Оберн | Клімат : Оберн |
| Показник              | Січ.           | Лют.           | Бер.           | Квіт.          | Трав.          | Черв.          | Лип.           | Серп.          | Вер.           | Жовт.          | Лист.          | Груд.          | Рік            |
| Середній максимум, °C | 13,4           | 15,8           | 19,9           | 23,7           | 28,1           | 31,3           | 32,7           | 32,1           | 29,8           | 24,9           | 19,9           | 14,6           | 23,9           |
| Середній мінімум, °C  | 1,0            | 2,9            | 6,8            | 10,7           | 15,7           | 19,4           | 21,3           | 21,4           | 18,1           | 12,7           | 7,2            | 2,4            | 11,7           |
| Норма опадів, мм      | 115            | 111            | 149            | 98             | 83             | 117            | 155            | 82             | 113            | 81             | 109            | 124            | 1337           |
| Днів з опадами        | 10,8           | 9,7            | 9,5            | 8,6            | 8,3            | 10,1           | 12,8           | 10,2           | 8,0            | 6,8            | 8,5            | 9,7            | 113,0          |
| --------------------- | -------------- | -------------- | -------------- | -------------- | -------------- | -------------- | -------------- | -------------- | -------------- | -------------- | -------------- | -------------- | -------------- |
| Джерело: NOAA         |                |                |                |                |                |                |                |                |                |                |                |                |                |

## Демографія

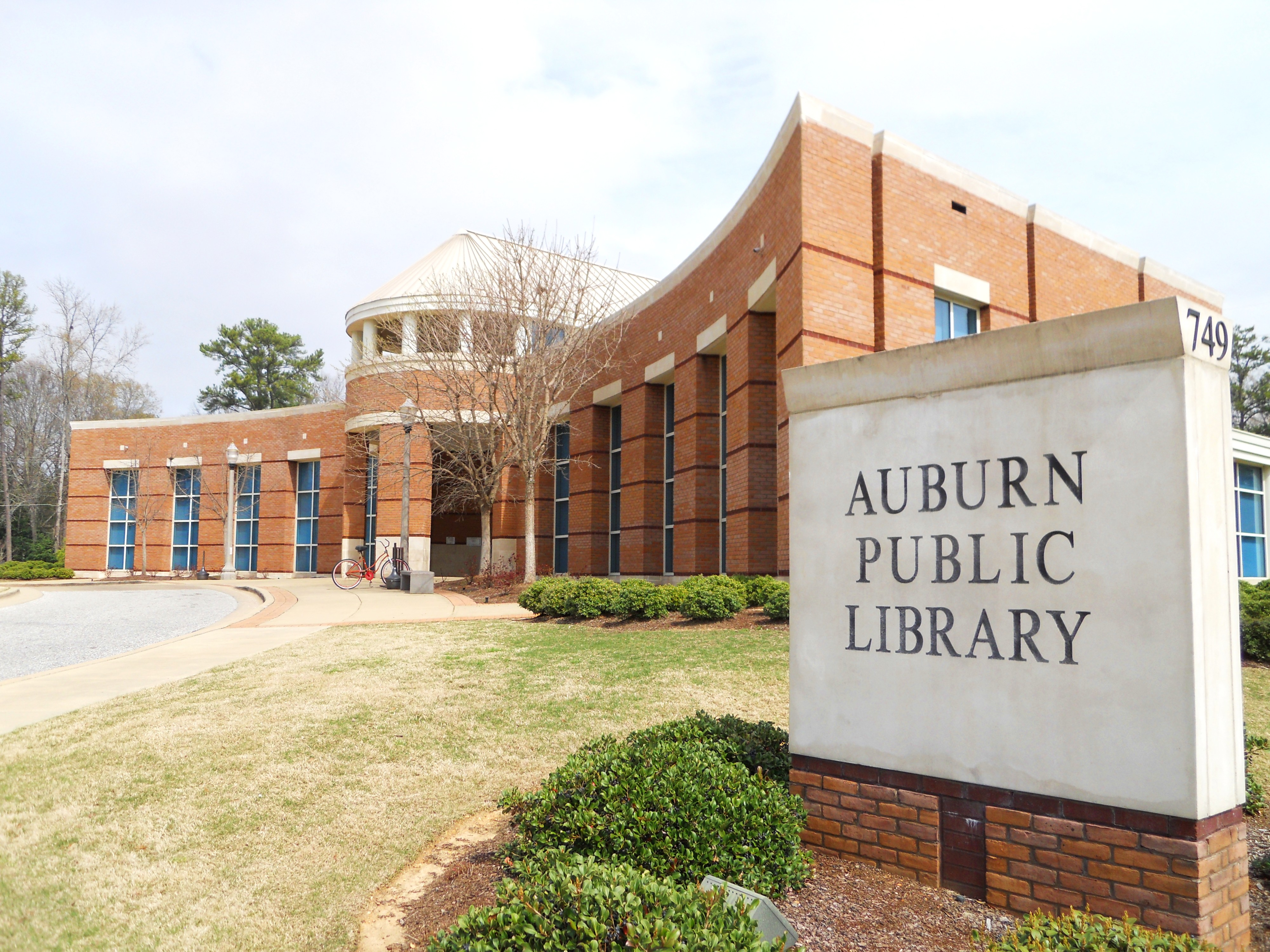
Публічна бібліотека

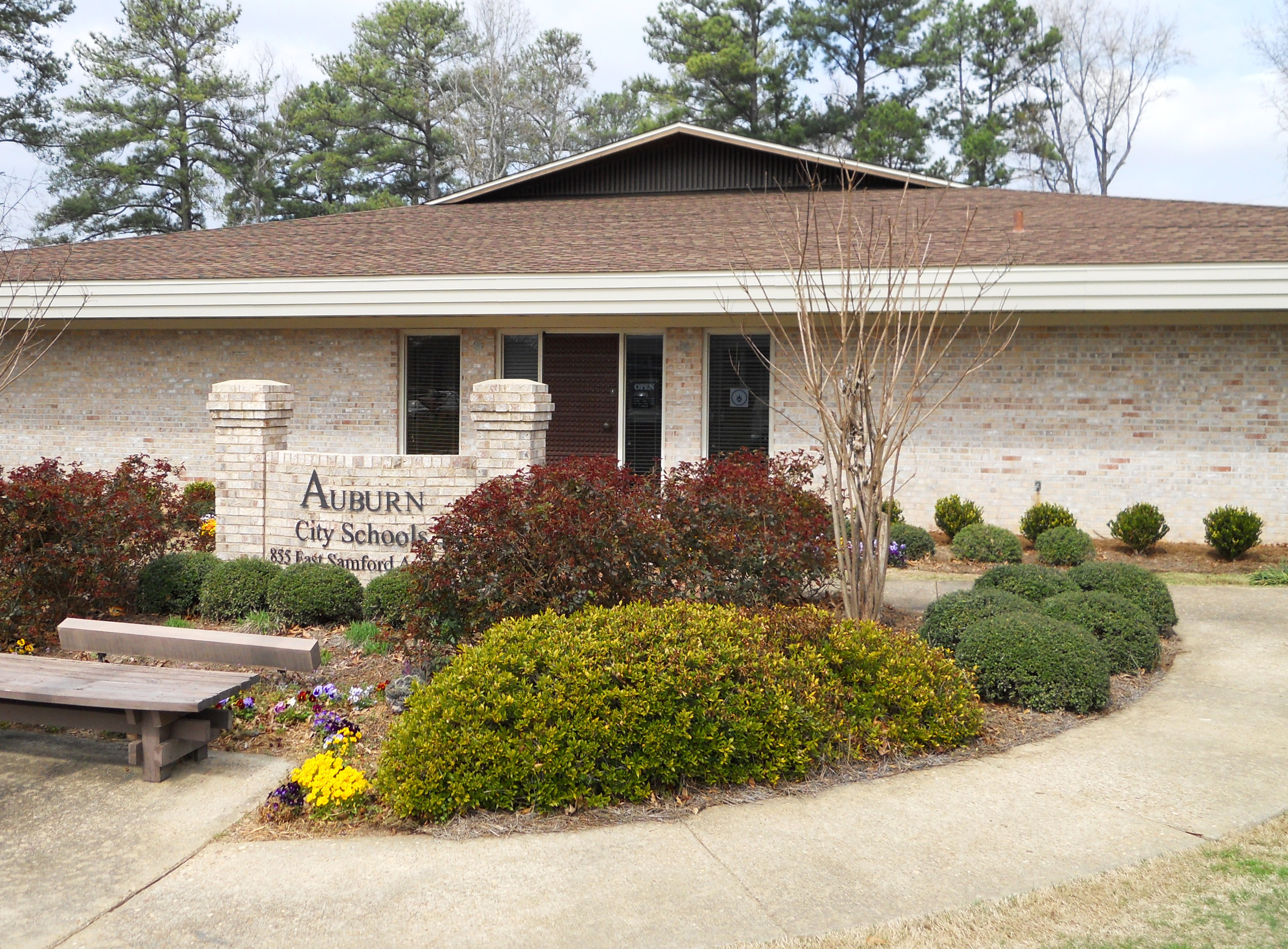
Школа

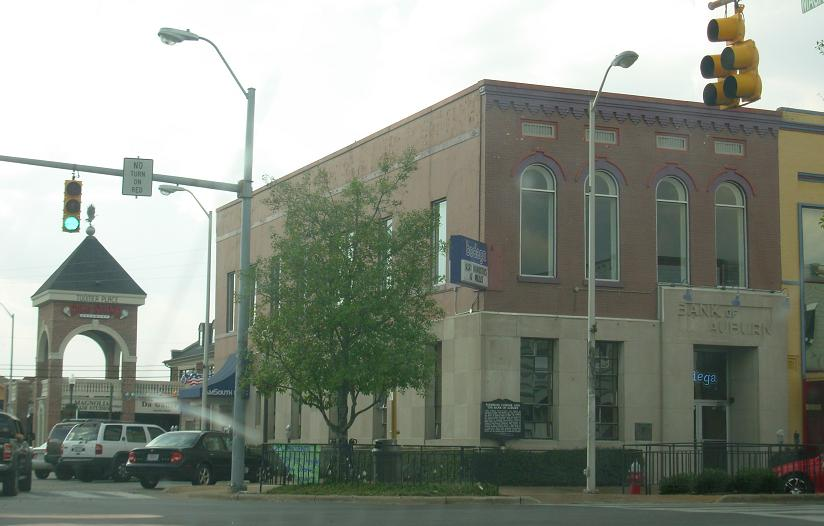
Центр Оберна

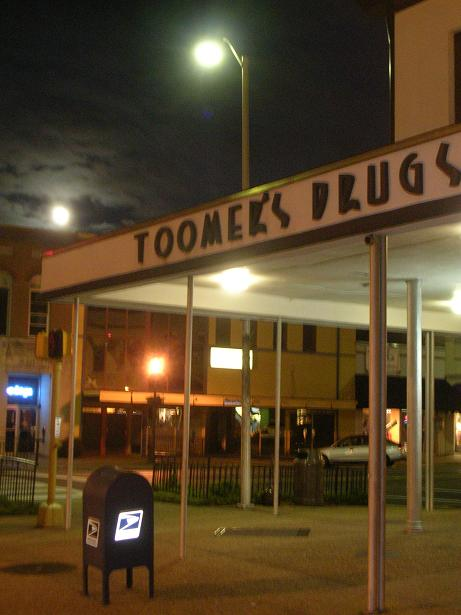
Центр Оберна вночі

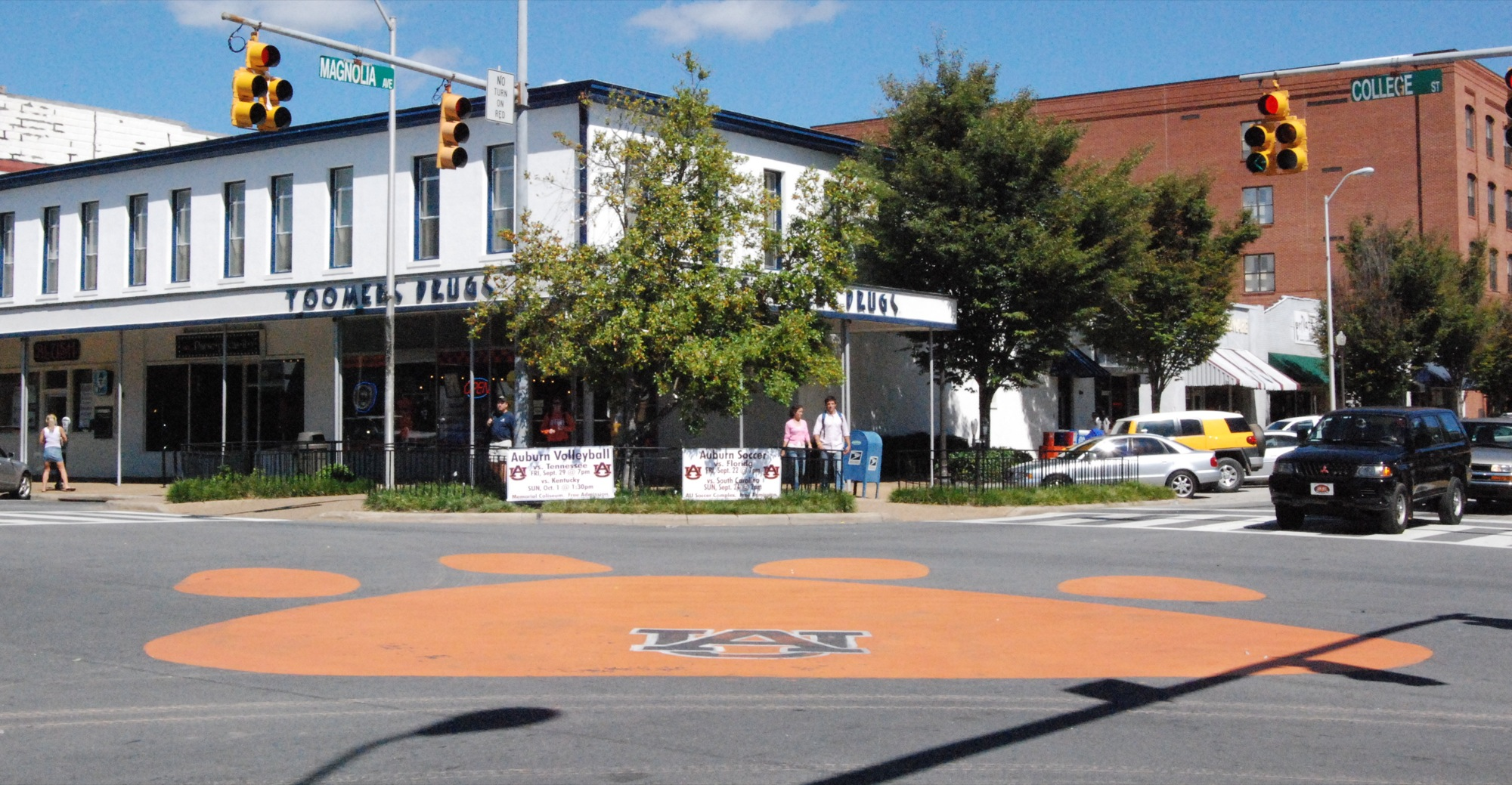

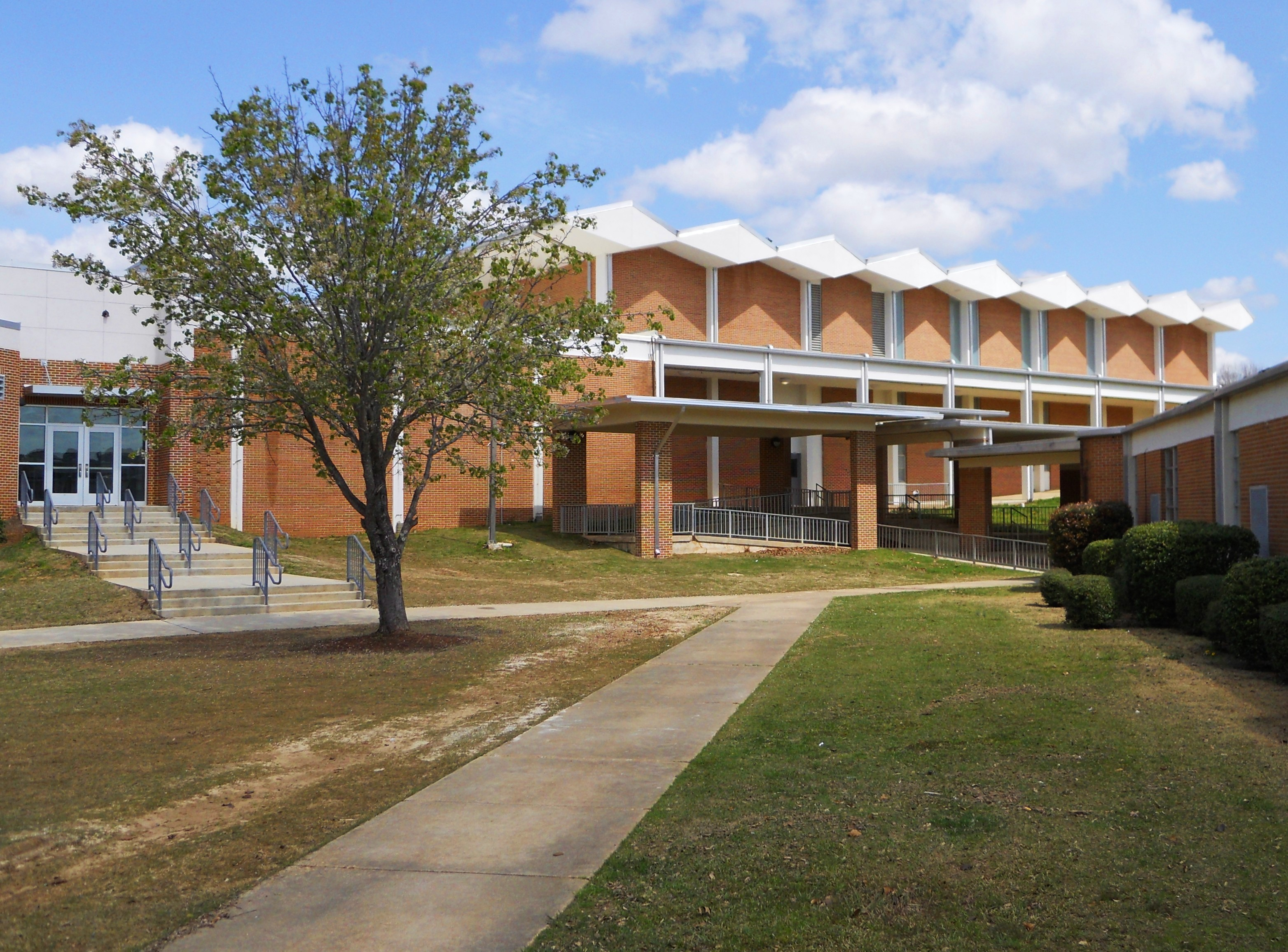
Середня школа

Згідно з переписом 2010 року, у місті мешкало 53 380 осіб у 22 111 домогосподарстві у складі 9900 родин. Густота населення становила 349 осіб/км².  Було 24646 помешкань (161/км²).
Расовий склад населення:
| - 75,1 % — білих - 16,5 % — чорних або афроамериканців - 5,3 % — азіатів - 0,3 % — корінних американців - 1,1 % — осіб інших рас |

До двох чи більше рас належало 1,6 %. Частка іспаномовних становила 2,9 % від усіх жителів.
За віковим діапазоном населення розподілялося таким чином: 17,5 % — особи молодші 18 років, 75,6 % — особи у віці 18—64 років, 6,9 % — особи у віці 65 років та старші. Медіана віку мешканця становила 23,3 року. На 100 осіб жіночої статі у місті припадало 100,3 чоловіків;  на 100 жінок у віці від 18 років та старших — 99,4 чоловіків також старших 18 років.
Середній дохід на одне домашнє господарство  становив 65 070 доларів США (медіана — 38 342), а середній дохід на одну сім'ю — 99 349 доларів (медіана — 76 066). Медіана доходів становила 52 692 долари для чоловіків та 41 381 долар для жінок. За межею бідності перебувало 31,8 % осіб, у тому числі 20,0 % дітей у віці до 18 років та 3,6 % осіб у віці 65 років та старших.
Цивільне працевлаштоване населення становило 26 909 осіб. Основні галузі зайнятості: освіта, охорона здоров'я та соціальна допомога — 35,6 %, мистецтво, розваги та відпочинок — 14,7 %, роздрібна торгівля — 10,2 %, виробництво — 9,3 %.

## Відомі люди

### Народились
- Фредерік Чапмен Роббінс — американський педіатр і вірусолог. Лауреат Нобелівської премії з фізіології і медицини 1954 року за роботу з вірусом поліомієліту в умовах ізоляції і росту, що проклала шлях для створення вакцин.
- Роберт Гіббс — прес-секретар Білого дому з 20 січня 2009 по 11 лютого 2011 року.

### Навчались
- В Обернському університеті навчалисьбагато відомих людей, зокрема Джиммі Вейлз, інтернет-підприємець, ідеолог концепції вікі, засновник Вікіпедії (докладніше див. Категорія:Випускники Обернського університету).

## Заклади

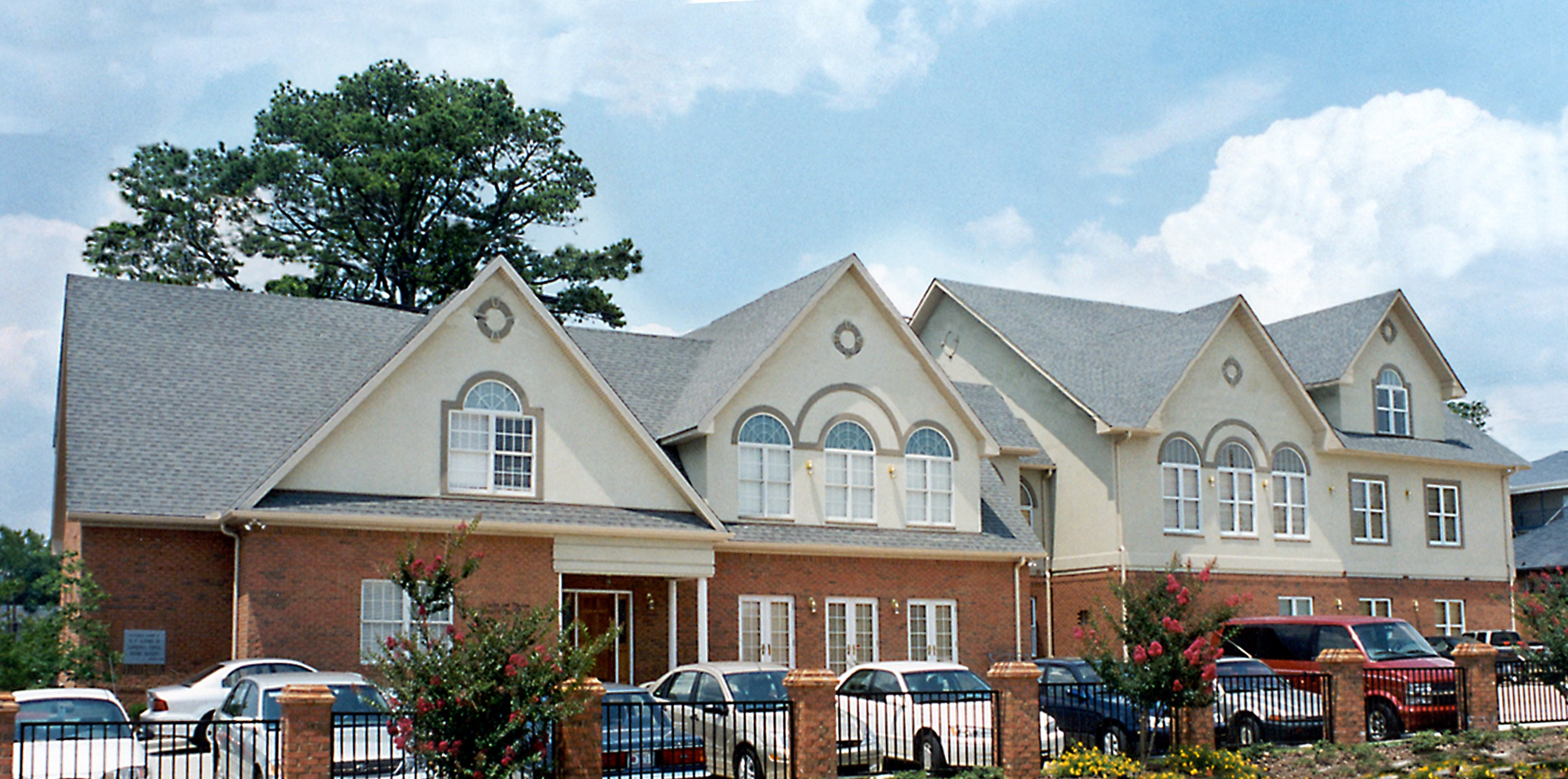
Кампус Інститута Мізеса.

- Кампус Інститута Мізеса.Штаб-квартира Інститута Мізеса - мозкового центру з австрійської економіки та лібертаріанства.